# Патуљасти пинч
Патуљасти или минијатурни пинч (на немачком језику Zwergpinscher) мала је раса (25-30 cm, 5-6 килограма) чија боја длаке може бити црна или црвенкасто-смеђа. Изгледом подсећају на маленог добермана и врло се заштитнички односе према властитој територији и власнику. Сматрају се породичним псима и јако су одани. Реч је о интелигентним псима који су заиграни до дубоке старости. Земља порекла патуљастог пинча је Немачка. Изворно, патуљасти  пинчеви су одгајени за лов на глодаре, односно пацове током 18. века. Првобитно су држани на немачким фармама и у складиштима као ефикасни истребљивачи штеточина. Иако изгледом подсећају на добермана, такође немачке расе, патуљасти пинчеви су старији од наведене пасмине за готово два века. Према неким тврдњама, у циљу побољшавања квалитете узгоја и смањивања патуљастог пинча, у 19. веку су се у програмима одгајања користили јазавичари и италијански хртови. Црвена  боја је заиста могла да води порекло од јазавичара, што је довело до назива срнасти пинч по срнама којима је Немачка обиловала у оно време. Патуљасти пинч је од италијанског хрта могао наследити посебно корачање с високо подигнутим ногама: сваку ногу подиже високо попут маленог парадног коња. Очекиван животни век патуљастог пинча је 13 до 15 година. Због кратке длаке траже врло мало четкања и умерено кретање.